# Better Dayz
Better Dayz (englisch für: bessere Tage) ist das achte Studioalbum des US-amerikanischen Rappers Tupac Shakur. Es ist das dritte postum veröffentlichte Album des Künstlers und erschien am 26. November 2002 über die Labels Death Row Records, Interscope und Amaru Entertainment.

## Produktion und Samples
Bei dem Album fungierten Suge Knight und Tupacs Mutter Afeni Shakur als Executive Producers. Der Musikproduzent Johnny „J“ produzierte acht Titel des Tonträgers, während je drei Instrumentals von Nitty, Jazze Pha und E.D.I. Mean stammen. Jeweils zwei Stücke wurden von 7 Aurelius und BRISS produziert. Außerdem waren DJ Quik, Hurt-M-Badd, KP, GO Twice, Pitboss, Emcee N.I.C.E., Claudio Cueni und Troy Johnson an der Produktion einzelner Songs beteiligt.
Fünf Lieder des Albums enthalten Samples von Tracks anderer Künstler. So sampelt der Titelsong Better Dayz das Stück Let’s Fall in Love (Parts 1 & 2) von The Isley Brothers, während Catchin Feelins Elemente des Titels Peter Piper von Run-D.M.C. beinhaltet. Late Night enthält Samples der Lieder Have Your Ass Home by 11:00 von Richard Pryor, Wind Parade von Donald Byrd und Last Night Changed It All (I Really Had a Ball) von Esther Williams. Des Weiteren sampelt This Life I Lead den Song Naturally Mine von Al B. Sure! und Who Do U Believe In enthält Elemente des Titels Manifest Destiny von Jamiroquai.

## Covergestaltung
Das Albumcover ist in Schwarz-weiß gehalten und zeigt Tupac Shakur mit freiem Oberkörper. Er raucht eine Zigarette, hat die Augen geschlossen und schnürt mit den Händen sein Bandana auf dem Kopf zusammen. Rechts im Bild stehen die Schriftzüge Better Dayz von unten nach oben geschrieben in Weiß sowie 2Pac in Braun.

## Gastbeiträge
| Professionelle Bewertungen | Professionelle Bewertungen |
| -------------------------- | -------------------------- |
| Kritiken                   |                            |
| Quelle                     | Bewertung                  |
| allmusic                   | [ 2 ]                      |
| RapReviews                 | [ 3 ]                      |

Auf 22 der 27 Titel treten neben Tupac Shakur andere Künstler in Erscheinung. So ist seine Rapgruppe Outlawz auf acht Songs (Fuck Em All, Whatcha Gonna Do, Late Night, Fame, Catchin Feelins, There U Go, This Life I Lead, They Don’t Give a Fuck About Us) zu hören. Der Rapper Jazze Pha hat drei Gastauftritte in den Liedern Fair Xchange, U Can Call und There U Go. Der Track Changed Man ist eine Kollaboration mit dem Rapper T.I. und dem Sänger Johntá Austin, während Tupac auf Never B Peace mit den Rappern E.D.I. Mean und Kastro zusammenarbeitet. Auf Thugz Mansion (Acoustic) wird Tupac von Nas und J. Phoenix unterstützt, und die Rapgruppe Cocoa Brovaz sowie der Rapper Buckshot sind auf Military Minds. Weitere Gastbeiträge stammen von Trick Daddy (Still Ballin), Kimma Hill (Mama’s Just a Little Girl), DJ Quik (Late Night), Nutt-So (Ghetto Star), Anthony Hamilton (Thugz Mansion), Tyrese (Never Call U Bitch Again), Ron Isley (Better Dayz), Bad Azz (Fame), Mýa (Fair Xchange) und Yaki Kadafi (Who Do U Believe In).

## Titelliste
CD 1
| #  | Titel                               | Gastmusiker            | Produzent                              | Länge |
| -- | ----------------------------------- | ---------------------- | -------------------------------------- | ----- |
| 1  | Intro                               |                        | 7 Aurelius                             | 0:55  |
| 2  | Still Ballin (Remix)                | Trick Daddy            | Nitty                                  | 2:49  |
| 3  | When We Ride on Our Enemies (Remix) |                        | BRISS                                  | 2:54  |
| 4  | Changed Man (Remix)                 | T.I. und Johntá Austin | Jazze Pha                              | 3:52  |
| 5  | Fuck Em All                         | Outlawz                | Johnny „J“                             | 4:25  |
| 6  | Never B Peace (Remix)               | E.D.I. Mean und Kastro | Nitty                                  | 4:59  |
| 7  | Mama’s Just a Little Girl (Remix)   | Kimma Hill             | KP                                     | 4:58  |
| 8  | Street Fame (Remix)                 |                        | BRISS                                  | 4:30  |
| 9  | Whatcha Gonna Do                    | Outlawz                | E.D.I. Mean                            | 3:38  |
| 10 | Fair Xchange (Remix)                | Jazze Pha              | Jazze Pha                              | 3:52  |
| 11 | Late Night                          | DJ Quik und Outlawz    | DJ Quik                                | 4:17  |
| 12 | Ghetto Star                         | Nutt-So                | GO Twice                               | 4:14  |
| 13 | Thugz Mansion (Acoustic)            | Nas und J. Phoenix     | Pitboss, Emcee N.I.C.E., Claudio Cueni | 4:12  |

CD 2
| #  | Titel                           | Gastmusiker               | Produzent    | Länge |
| -- | ------------------------------- | ------------------------- | ------------ | ----- |
| 1  | My Block (Remix)                |                           | Nitty        | 5:22  |
| 2  | Thugz Mansion (Remix)           | Anthony Hamilton          | 7 Aurelius   | 4:07  |
| 3  | Never Call U Bitch Again        | Tyrese                    | Johnny „J“   | 4:38  |
| 4  | Better Dayz                     | Ron Isley                 | Johnny „J“   | 4:17  |
| 5  | U Can Call (Remix)              | Jazze Pha                 | Jazze Pha    | 3:50  |
| 6  | Military Minds                  | Cocoa Brovaz und Buckshot | E.D.I. Mean  | 5:29  |
| 7  | Fame                            | Bad Azz und Outlawz       | Hurt-M-Badd  | 4:50  |
| 8  | Fair Xchange (Remix)            | Mýa                       | Troy Johnson | 3:56  |
| 9  | Catchin Feelins                 | Outlawz                   | E.D.I. Mean  | 4:54  |
| 10 | There U Go                      | Outlawz und Jazze Pha     | Johnny „J“   | 5:30  |
| 11 | This Life I Lead                | Outlawz                   | Johnny „J“   | 5:21  |
| 12 | Who Do U Believe In             | Yaki Kadafi               | Johnny „J“   | 5:30  |
| 13 | They Don’t Give a Fuck About Us | Outlawz                   | Johnny „J“   | 5:08  |
| 14 | Outro                           |                           | Johnny „J“   | 0:13  |

## Kommerzieller Erfolg

### Chartplatzierungen und Singles
Better Dayz stieg am 16. Dezember 2002 auf Platz 45 in die deutschen Charts ein und belegte in den folgenden Wochen die Ränge 67, 82 und 69. Insgesamt konnte sich das Album neun Wochen in den Top 100 halten. In den Vereinigten Staaten stieg das Album auf Platz 5 in die Charts ein und hielt sich 25 Wochen in den Top 200.
Als Singles wurden die Lieder Thugz Mansion (DE #74, 6 Wo.) und Still Ballin ausgekoppelt.
| ChartsChartplatzierungen       | Höchstplatzierung | Wochen |
| ------------------------------ | ----------------- | ------ |
| Deutschland (GfK)              | 45 (9 Wo.)        | 9      |
| Schweiz (IFPI)                 | 60 (10 Wo.)       | 10     |
| Vereinigte Staaten (Billboard) | 5 (25 Wo.)        | 25     |
| Vereinigtes Königreich (OCC)   | 68 (8 Wo.)        | 8      |

| ChartsJahrescharts (2003)      | Platzierung |
| ------------------------------ | ----------- |
| Vereinigte Staaten (Billboard) | 41          |

### Auszeichnungen für Musikverkäufe
Für mehr als 1,7 Millionen verkaufte Exemplare wurde Better Dayz in den Vereinigten Staaten mit dreifach Platin ausgezeichnet, da Doppelalben dort zweifach gewertet werden. Außerdem erhielt das Album im Vereinigten Königreich eine Goldene Schallplatte für mehr als 100.000 verkaufte Einheiten.
| Land/Region                  | Auszeichnungen für Musikverkäufe (Land/Region, Auszeichnung, Verkäufe) | Verkäufe  |
| ---------------------------- | ---------------------------------------------------------------------- | --------- |
| Kanada (MC)                  | 3× Platin                                                              | 300.000   |
| Vereinigte Staaten (RIAA)    | 3× Platin                                                              | 1.500.000 |
| Vereinigtes Königreich (BPI) | Gold                                                                   | 100.000   |
| Insgesamt                    | 1× Gold · 6× Platin ·                                                  | 1.900.000 |

Hauptartikel: Tupac Shakur/Auszeichnungen für Musikverkäufe